# Перша битва за Бін-Джавад
Битва за Бін-джавад - одна із битв під час громадянської війни в Лівії.

## Хід Битви
5 березня 2011 року, після перемоги в битві за Рас-Лануф, повстанські війська висунулися уздовж узбережжя Середземного моря і захопили місто Бін-Джавад. У Бін-Джаваді повстанці зупинилися на ніч і планували продовжити наступ на Сирт зранку, проте 6 березня бунтівники, які висунулися в бік Сирта були атаковані авіацією урядових військ.
Вранці 6 березня бої за місто Бін-Джавад відновилися після того, як урядові війська почали контратаку і відкрили вогонь по повстанцям з кулеметів і РПГ. Опозиційні сили були змушені відступити з міста в Рас-Лануф. Під час хаосу, близько 50 повстанців залишилися в Бін-Джаваді, забарикадувавшись всередині мечеті міста. Повстанці на 20 пікапах намагалися прорвати оборону урядових військ і врятувати заблокованих у мечеті товаришів, але потрапили під артилерійський обстріл в ході якого один пікап був знищений. Решта конвою відступила назад до околиці міста для перегрупування сил. Прихильники Каддафі відбили у повстанців місто Бін-Джавад.
Після того як повстанці відступили на схід від міста, вони були атаковані з повітря гелікоптерами урядових військ. Потім, після перегрупування, повстанці вдарили артилерійським вогнем з Рас-Лануфа по позиціях прихильників Каддафі в Бін-Джаваді. Однак, урядові війська також відповіли вогнем по позиціях повстанців. Нова лінія фронту пролягає за три кілометри на схід від міста.
Під час бою за Бін-Джавад, урядові війська завдали повітряний удар по базі повстанців в Рас-Лануфі. Принаймні, дві людини загинули і 40 отримали поранення.
7 березня антиурядові сили залишили місто Бін-Джавад.